# 아베 마사노리 (1806년)
아베 마사노리(일본어: 阿部正権, 1806년 2월 26일 ~ 1823년 11월 8일)는 일본 에도 시대의 다이묘이다. 다다아키계 아베가 제9대 당주. 아명은 가네마루(銕丸).
무사시 오시 번 선대 번주 아베 마사요시의 장남으로 태어났다. 1808년, 아버지가 사망하자 그 뒤를 이어 3세의 나이로 번주가 되었다. 병약한 탓에 어머니인 다이주인과 빈고 후쿠야마 번주 아베 마사키요가 후견인 역할을 하며 번정을 돌보았다. 1823년, 막부측으로부터 오시 번, 구와나번, 시라카와번 3자 영지 교체 명령이 내려져, 시라카와 번으로 전봉되었다. 마사노리는 그 와중에 사망하였으며, 아직 쇼군을 알현하지 못하여 관위를 받지 못하였다. 종형제인 아베 마사아쓰가 마사노리의 양자로서 다다아키계 아베가의 가독을 계승하게 하였다.